# Moonlight Bay
Moonlight Bay è una canzone dell'American Quartet, pubblicata nel 1912. La musica è stata composta da Percy Wenrich ed il testo da Edward Madden. Sono state numerose le covers al pezzo: fra le più importanti, si annoverano Alice Faye (1940, nel film Tin Pan Alley), Claude Thornhill and His Orchestra (1944), i Chordettes (1950), Doris Day (1951, nel film On Moonlight Bay), i Drifters (1958), Cliff Richard with Norrie Paramor and His Orchestra (1963), ed i Beatles (1995).

## Lacoverdei Beatles
I Beatles apparvero sul Morecambe and Wise show nel dicembre 1963. Nel corso della trasmissione, girata agli ATV Studios di Borehamwood, la band eseguì This Boy, All My Loving, I Want to Hold Your Hand e Moonlight Bay. Questa venne introdotta con:
(Ernie Wise, Speech: Eric Morecambe and Ernie Wise)
Un classico del periodo, servì come brano conclusivo del programma. Interpretando questo, i Beatles e Wise erano vestiti con cappelli da marinai e giacche bianche a strisce, mentre Morecambe è vestito con un Beatle haircut ed una giacca. Inoltre, quest'ultimo inserisce battute fra i versi, nelle quali viene citata Twist and Shout e Ringo viene soprannominato "Bongo".

### Formazione
- John Lennon: voce
- Paul McCartney: voce
- George Harrison: voce
- Eric Morecambe: voce
- Ernie Wise: voce
- Kenny Powell: pianoforte
- Ringo Starr: batteria[2]